# Signalisten
Stiftelsen Signalisten är Solna kommuns kommunala bostadsföretag och drivs i stiftelseform. 
Tillsammans med sitt helägda dotterbolag Solnabostäder äger stiftelsen cirka 60 fastigheter med drygt 4 000 hyreslägenheter och 200 verksamhetslokaler runt om i Solna. Hyreslägenheterna utgör cirka 30 procent av de cirka 12 300 hyresrätter som finns i hela Solna.
VD är Per Anders Hedkvist.